# Вітрильний спорт на літніх Олімпійських іграх 2004
Змагання з вітрильного спорту на літніх Олімпійських іграх 2004 в Афінах тривали з 14 до 28 серпня. Розіграно 11 комплектів нагород (4 серед жінок, 4 серед чоловіків і 3 у відкритих дисциплінах.

### Країни
Змагалися 400 спортсменів з 61-єї країни.
| Аргентина (ARG)           | Австралія (AUS)      | Австрія (AUT)                         | Бельгія (BEL)    |
| Бермуди (BER)             | Білорусь (BLR)       | Бразилія (BRA)                        | Бахрейн (BRN)    |
| Болгарія (BUL)            | Канада (CAN)         | Чилі (CHI)                            | Китай (CHN)      |
| Хорватія (CRO)            | Кіпр (CYP)           | Чехія (CZE)                           | Данія (DEN)      |
| Іспанія (ESP)             | Естонія (EST)        | Фінляндія (FIN)                       | Франція (FRA)    |
| Велика Британія (GBR)     | Німеччина (GER)      | Греція (GRE)                          | Гонконг (HKG)    |
| Угорщина (HUN)            | Індонезія (INA)      | Індія (IND)                           | Ірландія (IRL)   |
| Ісландія (ISL)            | Ізраїль (ISR)        | Американські Віргінські Острови (ISV) | Італія (ITA)     |
| Японія (JPN)              | Південна Корея (KOR) | Латвія (LAT)                          | Литва (LTU)      |
| Малайзія (MAS)            | Мексика (MEX)        | Мальта (MLT)                          | Нідерланди (NED) |
| Норвегія (NOR)            | Нова Зеландія (NZL)  | Перу (PER)                            | Польща (POL)     |
| Португалія (POR)          | Пуерто-Рико (PUR)    | ПАР (RSA)                             | Росія (RUS)      |
| Сейшельські Острови (SEY) | Сінгапур (SIN)       | Словенія (SLO)                        | Швейцарія (SUI)  |
| Словаччина (SVK)          | Швеція (SWE)         | Таїланд (THA)                         | Туніс (TUN)      |
| Туреччина (TUR)           | Україна (UKR)        | Уругвай (URU)                         | США (USA)        |
| Венесуела (VEN)           |                      |                                       |                  |

## Медальний залік

### Жінки
| Дисципліни             | Золото                                                           | Срібло                                                               | Бронза                                                      |
| ---------------------- | ---------------------------------------------------------------- | -------------------------------------------------------------------- | ----------------------------------------------------------- |
| 2004: Містраль (жінки) | Франція (FRA) · Фостін Мерре                                     | Китай (CHN) · Інь Цзянь                                              | Італія (ITA) · Алессандра Сенсіні                           |
| 2004: Європа           | Норвегія (NOR) · Сірен Суннбю                                    | Чехія (CZE) · Ленка Шмідова                                          | Данія (DEN) · Сіґне Лівб'єрґ                                |
| 2004: 470 (жінки)      | Греція (GRE) · Софія Бекатору · Емілія Цулфа                     | Іспанія (ESP) · Сандра Асон · Наталія Віа Дуфресне                   | Швеція (SWE) · Терезе Торгерссон · Вендела Закріссон        |
| 2004: Інґлінґ          | Велика Британія (GBR) · Ширлі Робертсон · Сара Вебб · Сара Ейтон | Україна (UKR) · Руслана Таран · Ганна Калініна · Світлана Матевушева | Данія (DEN) · Дорте Єнсен · Гелле Єсперсен · Крістіна Отцен |

### Чоловіки
| Дисципліни                | Золото                                           | Срібло                                             | Бронза                                          |
| ------------------------- | ------------------------------------------------ | -------------------------------------------------- | ----------------------------------------------- |
| 2004: Містраль (чоловіки) | Ізраїль (ISR) · Гал Фрідман                      | Греція (GRE) · Ніколаос Какламанакіс               | Велика Британія (GBR) · Нік Демпсі              |
| 2004: Фінн                | Велика Британія (GBR) · Бен Ейнслі               | Іспанія (ESP) · Рафаель Трухільйо                  | Польща (POL) · Матеуш Кушнєревич                |
| 2004: 470 (чоловіки)      | США (USA) · Пол Форстер · Кевін Бернем           | Велика Британія (GBR) · Нік Роджерс · Джо Ґленфілд | Японія (JPN) · Кадзуто Секі · Кенджіро Тодорокі |
| 2004: Зоряний             | Бразилія (BRA) · Торбен Граел · Марсело Феррейра | Канада (CAN) · Росс Мак-Доналд · Майк Волфс        | Франція (FRA) · Паскаль Рамбо · Ксав'є Роар     |

### Відкриті дисципліни
| Дисципліни    | Золото                                              | Срібло                                        | Бронза                                                |
| ------------- | --------------------------------------------------- | --------------------------------------------- | ----------------------------------------------------- |
| 2004: Лазер   | Бразилія (BRA) · Роберт Шейдт                       | Австрія (AUT) · Андреас Герітцер              | Словенія (SLO) · Василій Жбогар                       |
| 2004: 49er    | Іспанія (ESP) · Ікер Мартінес · Ксав'єр Фернандес   | Україна (UKR) · Родіон Лука · Георгій Леончук | Велика Британія (GBR) · Кріс Дрейпер · Саймон Гіскокс |
| 2004: Торнадо | Австрія (AUT) · Роман Гаґара · Ганс-Петер Штайнахер | США (USA) · Джон Ловелл · Чарлі Оґлтрі        | Аргентина (ARG) · Сантьяго Ланхе · Карлос Еспінола    |

## Таблиця медалей
| Місце                | Країна                | Золото | Срібло | Бронза | Загалом |
| -------------------- | --------------------- | ------ | ------ | ------ | ------- |
| 1                    | Велика Британія (GBR) | 2      | 1      | 2      | 5       |
| 2                    | Бразилія (BRA)        | 2      | 0      | 0      | 2       |
| 3                    | Іспанія (ESP)         | 1      | 2      | 0      | 3       |
| 4                    | Австрія (AUT)         | 1      | 1      | 0      | 2       |
| 4                    | Греція (GRE)          | 1      | 1      | 0      | 2       |
| 4                    | США (USA)             | 1      | 1      | 0      | 2       |
| 7                    | Франція (FRA)         | 1      | 0      | 1      | 2       |
| 8                    | Ізраїль (ISR)         | 1      | 0      | 0      | 1       |
| 8                    | Норвегія (NOR)        | 1      | 0      | 0      | 1       |
| 10                   | Україна (UKR)         | 0      | 2      | 0      | 2       |
| 11                   | Канада (CAN)          | 0      | 1      | 0      | 1       |
| 11                   | Китай (CHN)           | 0      | 1      | 0      | 1       |
| 11                   | Чехія (CZE)           | 0      | 1      | 0      | 1       |
| 14                   | Данія (DEN)           | 0      | 0      | 2      | 2       |
| 15                   | Італія (ITA)          | 0      | 0      | 1      | 1       |
| 15                   | Аргентина (ARG)       | 0      | 0      | 1      | 1       |
| 15                   | Польща (POL)          | 0      | 0      | 1      | 1       |
| 15                   | Словенія (SLO)        | 0      | 0      | 1      | 1       |
| 15                   | Швеція (SWE)          | 0      | 0      | 1      | 1       |
| 15                   | Японія (JPN)          | 0      | 0      | 1      | 1       |
| Загалом (20 збірних) | Загалом (20 збірних)  | 11     | 11     | 11     | 33      |